# Castelul Jósika din Moldovenești
Castelul Jósika din comuna Moldovenești, județul Cluj, este înscris pe lista monumentelor istorice din județul Cluj, elaborată de Ministerul Culturii și Patrimoniului Național din România în anul 2010.
Castelul, construit în stil baroc, este utilizat în prezent de Primărie.
În cursul lucrărilor de plantare realizate în primăvara anului 1912 la Moldovenești, în grădina Castelului baronului Jósika Gábor, a fost dezvelit incidental un cimitir de înhumație. Secțiunea Numismatică și Arheologică a Muzeului Național al Transilvaniei a fost informată de această descoperire și Roska Marton a fost mandatat să efectueze cercetări arheologice. În cursul săpăturilor din 1912, Roska a descoperit 57 morminte de inhumație, care au fost datate ca fiind din epoca medievală timpurie. 